# Bowen Stassforth

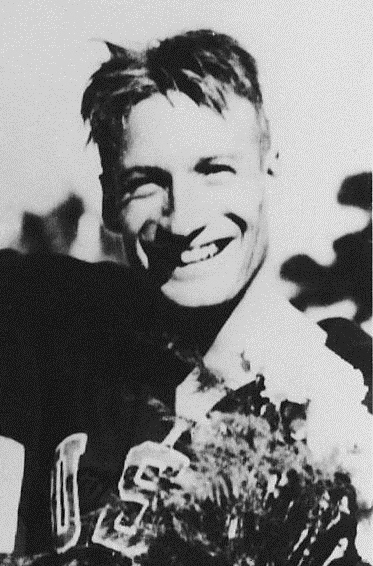
Bowen Stassforth, 1952

Bowen „Bo“ Dow Stassforth (* 7. August 1926 in Los Angeles; † 22. November 2019 in Rancho Palos Verdes) war ein Schwimmer aus den Vereinigten Staaten. Er gewann 1952 eine olympische Silbermedaille.

## Karriere
Bowen Stassforth wurde 1944 zur US Navy eingezogen. Wegen seines schlechten Sehvermögens war er dort als Schwimmlehrer tätig. Nach dem Krieg studiert er an der University of Iowa. 1949 siegte er mit der Lagenstaffel seiner Universität bei den nationalen College-Meisterschaften.
Bei den Panamerikanischen Spielen 1951 in Buenos Aires gewann er mit der 3-mal-100-Meter-Lagenstaffel die Goldmedaille und über 200 Meter Brust die Bronzemedaille.
Im Jahr darauf stand bei den Olympischen Sommerspielen 1952 in Helsinki nur der Wettbewerb über 200 Meter Brust auf dem olympischen Programm. Im Vorlauf schwamm Stassforths Landsmann Jerry Holan die schnellste Zeit; Stassforth kam mit der viertbesten Zeit weiter. Im Halbfinale war der Australier John Davies der Schnellste, Stassforth war wieder Viertschnellster, während Holan ausschied. Im Finale gewann Davies vor Stassforth und dem Deutschen Herbert Klein.
Beruflich war Stassforth in einer Versicherungsfirma tätig, die sein Vater gegründet hatte.